# Andrews, Texas
Andrews är en stad i den amerikanska delstaten Texas med en yta av 12,4 km² och en folkmängd som uppgår till 9 652 invånare (2000). Andrews är administrativ huvudort i Andrews County.

## Kända personer från Andrews
- Chad Campbell, golfspelare